# Орельяна-ла-В'єха
Орельяна-ла-В'єха (ісп. Orellana la Vieja) — муніципалітет в Іспанії, у складі автономної спільноти Естремадура, у провінції Бадахос. Населення — 3010 осіб (2010).
Муніципалітет розташований на відстані близько 220 км на південний захід від Мадрида, 120 км на схід від Бадахоса.

## Демографія
Динаміка населення (INE ):